# Éric Tapé
Éric Didier Tapé, né le 25 octobre 1981, à Abidjan, en Côte d'Ivoire, est un joueur ivoirien de basket-ball. Il évolue au poste d'ailier.

## Palmarès
- Finaliste du championnat d'Afrique 2009